# 1639

## Esdeveniments
Països Catalans

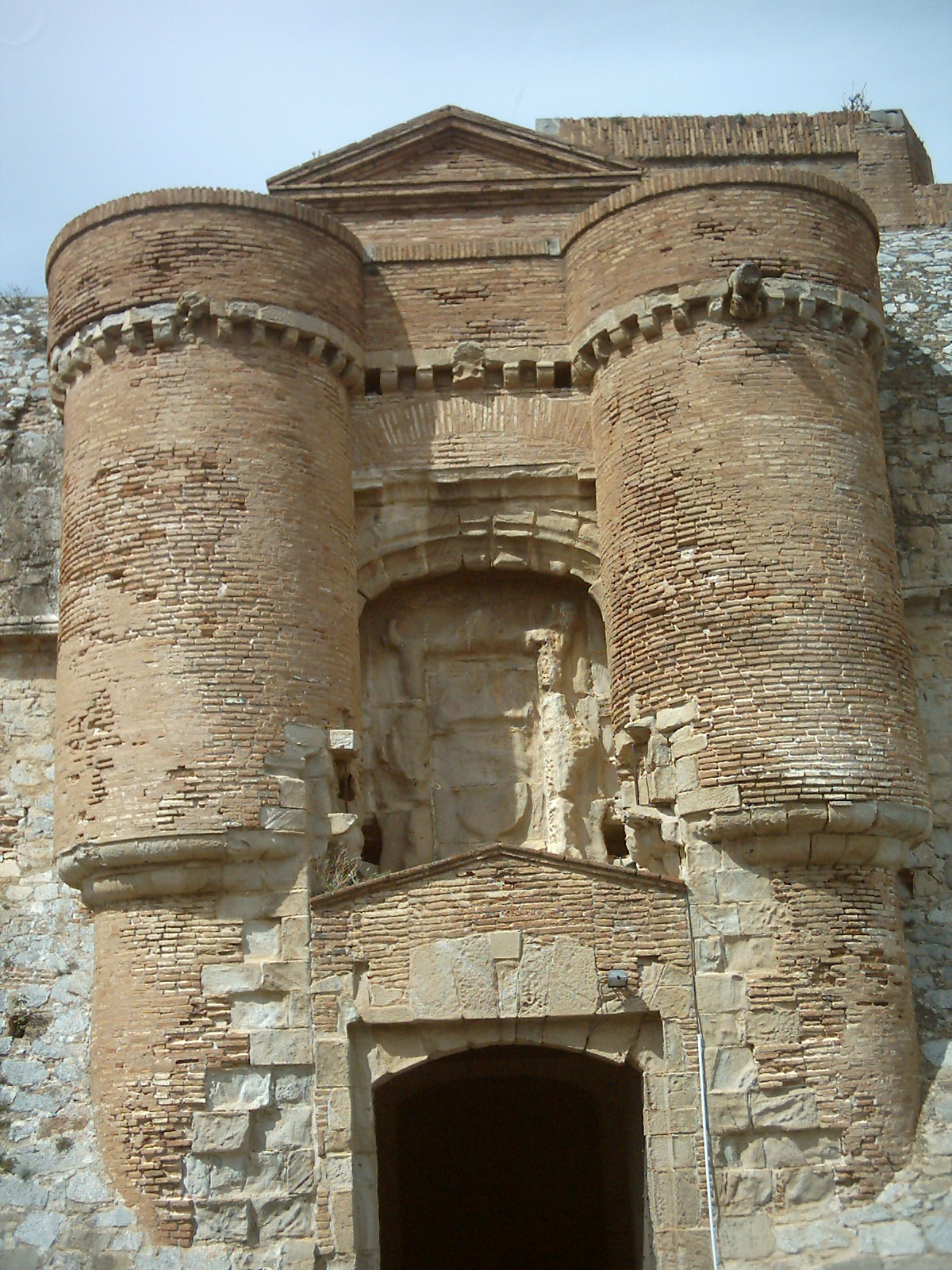
Entrada al castell de Salses

- 20 de juny: Les tropes franceses prenen el castell de Salses, estratègic per a la defensa del Rosselló. El comte-duc Olivares va responsabilitzar les institucions catalanes de la pèrdua per negar-se a participar en la campanya militar.[1]

Resta del món
- Primer ús de la impremta als Estats Units.
- Es basteix una sinagoga a Sud-amèrica.

## Naixements
- Haarlem: Jacobus Koolen, pintor barroc neerlandès de paisatges amb cavalls i soldats.
- Roma: Antonio Masini, compositor

## Necrològiques
Països Catalans
Resta del món
- 21 de maig - París, França: Tommaso Campanella, poeta i filòsof italià (n. 1568).[2]

- 1 de juny - Coburg, Baviera: Melchior Franck, compositor alemany d'estil renaixentista i barroc.
- Muhammad Sharif Khwaja Taki, oficial i historiador mogol d'origen persa